# Venera Čerešněvová
Venera Ingamitynovna Čerešněvová (rusky: Венера Ингамитыновна Черешнева; * 25. července 1965 Moskva) je bývalá ruská reprezentantka ve sportovním lezení, vicemistryně Evropy v lezení na obtížnost.
Lezení se věnuje také její manžel Oleg Čerešněv, mezinárodních závodů se účastnila i její dcera Jana Čerešněvová (* 1989), vítězka Rock Masteru a juniorská mistryně světa.

## Výkony a ocenění
- mistryně sportu Ruska mezinárodní třídy

### Závodní výsledky
| Arco Rock Master | Arco Rock Master |
| Rok              | 1992             |
| ---------------- | ---------------- |
| Obtížnost        | 6                |

| Mistrovství světa | Mistrovství světa |
| Rok               | 1991              |
| ----------------- | ----------------- |
| Obtížnost         | 7                 |
| Rychlost          | 3                 |

| Světový pohár | Světový pohár |
| Rok           | 1991          |
| ------------- | ------------- |
| Obtížnost     | 7             |
| jednotlivě*   | 6,11,-,6,7,11 |

* poznámka: nalevo jsou poslední závody v roce
| Mistrovství Evropy | Mistrovství Evropy | Mistrovství Evropy |
| Rok                | 1996               | 1998               |
| ------------------ | ------------------ | ------------------ |
| Obtížnost          | 3                  | 2                  |